# اسپیدی (میا دی‌یردن)
میا دی‌یردن (به انگلیسی: Mia Dearden) یک شخصیت خیالی ابرقهرمان در کتاب‌های کامیک آمریکایی منتشر شده توسط دی‌سی کامیکس است. او دومین شخصیتی محسوب می‌شود که عنوان اسپیدی، همکار شنل پوش گرین ارو را به یدک می‌کشد. این شخصیت توسط نویسنده کوین اسمیت و طراح فیل هستر خلق شده‌است؛ که برای نخستین بار در شمارهٔ ۲ از دومین جلد گرین ارو (مه ۲۰۰۱) حضور پیدا کرد.
الیز گاتین نقش میا دی‌یردن را در مجموعه تلویزیونی اسمالویل ایفا کرده‌است. همچنین اقتباسی سطحی از این شخصیت تحت عنوان امیکو کوئین با هنرنمایی Sea Shimooka، در مجموعه تلویزیونی کماندار از شبکهٔ سی‌دابلیو حضور دارد.